# Peoria Koshiba
Peoria Koshiba (Koror, 27 giugno 1979) è un'ex velocista palauana, rappresentante dello stato insulare in due edizioni dei Giochi olimpici nel 2000 e nel 2008.

## Palmarès
| Anno | Manifestazione          | Sede      | Evento        | Risultato | Prestazione | Note |
| ---- | ----------------------- | --------- | ------------- | --------- | ----------- | ---- |
| 1997 | Mondiali                | Atene     | 100 m         | 56ª (b)   | 14"55       |      |
| 2000 | Giochi olimpici         | Sydney    | 100 m         | 68ª (b)   | 12"66       |      |
| 2000 | Oceaniani               | Adelaide  | 100 m         | 6ª (b)    | 12"81       |      |
| 2000 | Oceaniani               | Adelaide  | 200 m         | 12ª (b)   | 26"25       |      |
| 2001 | Mondiali                | Edmonton  | 100 m         | 53ª (b)   | 13"50       |      |
| 2003 | Giochi del Sud Pacifico | Suva      | 100 m         | 10ª (b)   | 13"75       |      |
| 2003 | Giochi del Sud Pacifico | Suva      | 200 m         | 9ª (b)    | 27"06       |      |
| 2003 | Giochi del Sud Pacifico | Suva      | 4x400 m       | 4ª        | 4'26"20     |      |
| 2008 | Oceaniani               | Saipan    | 100 m         | 12ª (b)   | 13"60       |      |
| 2008 | Oceaniani               | Saipan    | 200 m         | 9ª        | 27"49       |      |
| 2008 | Giochi olimpici         | Pechino   | 100 m         | 74ª (b)   | 13"18       |      |
| 2014 | Oceaniani               | Rarotonga | 60 m (senior) | Oro       | 8"75        |      |